# Kanpeki Sugite Kawaigeganai to Konyaku Haki Sareta Seijo wa Ringoku ni Urareru
Kanpeki Sugite Kawaigeganai to Konyaku Haki Sareta Seijo wa Ringoku ni Urareru (完璧すぎて可愛げがないと婚約破棄された聖女は隣国に売られる?) es una serie de novelas ligeras japonesas escritas por Kōki Fuyutsuki e ilustradas por Masami. Se publicó por entregas en el sitio web de publicación de novelas generadas por usuarios Shōsetsuka ni Narō desde julio de 2020 hasta enero de 2022. Más tarde fue adquirida por Overlap, que comenzó a publicarla bajo su sello Overlap Novels f en abril de 2021. 
Una adaptación al manga ilustrada por Mago Ayakita comenzó a publicarse por entregas en el servicio de manga Comic Gardo de Overlap en noviembre de 2021. Una adaptación a la serie de televisión de anime producida por Troyca se estrenó en abril de 2025.

## Argumento
Philia nació en una familia de santos y tuvo una infancia llena de duras enseñanzas. Sin embargo, la convirtió en una gran santa y consiguió su compromiso con el segundo príncipe, Julius. Pero cuando ella se volvió demasiado perfecta y, por lo tanto, no era linda para él, ¡Julius rompió el compromiso! Por eso decidió hacerla abandonar su tierra natal y convertirla en una santa para un reino vecino a cambio de dinero y recursos. Philia estaba preparada para ser tratada miserablemente, ¡pero lo que le esperaba era una bienvenida inesperada!
Confundida por sus nuevas circunstancias, comenzó a usar sus poderes para ayudar a resolver los problemas de los ciudadanos, como crear una barrera contra los monstruos y crear una cura para la enfermedad que causaba estragos en la tierra. Con su nueva posición, Philia recordó sus recuerdos de estar en una novela y el futuro brote de monstruos que estaba por venir. Ella usó su conocimiento y con la ayuda de la gente, ¡rápidamente se ocuparon del problema! Pero al mismo tiempo, ¡el mismo país que la vendió también estaba en peligro!

## Personajes
Philia Parnacorta (フィリア Firia?)
 Seiyū: Yui Ishikawa
La protagonista principal. Una santa de tal excelencia que se dice que es la mejor de todos los tiempos. Sin embargo, su perfección la hizo antipática, lo que ocasionó que su prometido, Julius, rompiera su compromiso con ella y la vendió al Reino de Parnacorta. Contrariamente a lo que ella esperaba, Philia es tratada amablemente por la gente del reino, lo que hace que ella experimenta nuevas emociones como el amor y la alegría. Más tarde se revela que Philia es hija de una Santa y que fue separada al nacer por los padres de Mia porque querían tener una heredera que siguiera la línea de las santas.
Mia Adenauer (ミア・アデナウアー Mia Adenaua?)
 Seiyū: Kaede Hondo
Es la hermana menor de Philia y también santa. Una persona alegre y sociable con una personalidad querida por todos. Respeta a Filia como santa y como hermana mayor. Al descubrir que Philia fue vendida a Parnacorta y que todo fue planeado por sus padres y el Príncipe Julius, Mia planea junto con el Primer Príncipe Fernando exponer los crímenes de sus padres y Julius.
Oswald Parnacorta (オスヴァルト・パルナコルタ Osuvuaruto Parunakoruta?)
 Seiyū: Takuya Satō
El segundo príncipe del Reino de Parnacorta. Tiene una personalidad amigable y amable. No tiene ningún interés en el trono y le encanta la agricultura.
Julius Jirtonia (ユリウス・ジルトニア Yuriusu Jirutonia?)
 Seiyū: Kōhei Amasaki
Es el segundo príncipe del Reino de Jirtonia y tiene mucho orgullo. Obligó a Philia a romper el compromiso y la vendió a Parnacorta porque le tenía envidia, ya que desde temprana edad a pesar de que al príncipe lo consideraban alguien talentoso, no podía competir con el talento de Philia. A medida que el talento de Philia fue creciendo, la envidia y odio de Julius creció más hasta que armó un plan junto con los "padres" de Philia para deshacerse de ella. Después de haber vendido a Philia, Julius se compromete con Mia y conspira junto con otros nobles para envenenar a su padre el Rey y a su hermano Fernando para convertirse en heredero al trono. Sin embargo, en la fiesta del compromiso, Mia expone los crímenes del Príncipe y Julius es encarcelado por su padre.
Reyhart Parnacorta (ライハルト・パルナコルタ Raiharuto Parunakoruta?)
 Seiyū: Shinnosuke Tachibana
El primer príncipe del Reino de Parnacorta. Aunque tiene una personalidad amable y de voz suave, también es un racionalista que antepone la prosperidad del país.
Lina Owlpus (リーナ・アウルプス Rina Aurupusu?)
 Seiyū: Sora Tokui
Criada y guardaespaldas de Filia. Es enérgica y brillante, y es como una cineasta en la mansión.
Leonardo (レオナルド Reonarudo?)
 Seiyū: Ken Narita
Mayordomo y guardaespaldas de Filia. Anteriormente se desempeñó como caballero en la Orden de los Caballeros de Parnacorta.
Himari (ヒマリ?)
 Seiyū: Kanna Nakamura
Otra sirvienta asignada a Philia. Himari es una ninja con excelentes habilidades de sigilo. Philia le pidió que cuidara a Mia, lo que resultó en que Himari ayudara a Mia con sus planes de venganza.
Fernando Jirtonia (フェルナンド・ジルトニア Ferunando Jirutonia?)
 Seiyū: Kazuyuki Okitsu
Hermano mayor de Julius y primer príncipe del reino de Jiltonia. Nacido con un cuerpo frágil, se niega a asistir a los deberes públicos debido a su mala salud y permanece encerrado en su habitación.
Grace Martilas (グレイス・マーティラス Gureisu Mātirasu?)
 Seiyū: Shu Uchida
Una santa del Reino de Bolmern. Es la cuarta hija de la familia Martilas, una familia de santos, y visita el Reino de Parnacorta para aprender la magia de Filia que repele el mal. Ella respeta mucho a Filia.
Hildegarde Adenauer (ヒルデガルト・アデナウアー Hirudegaruto Adenauā?)
 Seiyū: Miki Itō
La tía de Filia y Mia y la anterior Santa de Jirtonia. Fue la maestra de Filia como Santa y la entrenó para que fuera fuerte y pudiera recuperarse sin importar lo que pasara. Más tarde se revela que Hildegarde es la madre biológica de Filia, ya que su hermano Georg se la arrebató cuando era bebé porque deseaba una heredera que tuviera el poder de la Santa.
Georg Adenauer (ゲオルグ・アデナウアー Georugu Adenauā?)
 Seiyū: Kentarō Itō
Padre de Filia y Mia. Le arrebató a su hermana Hildegarde su hija Filia para tener una santa como heredera. Ávido de poder, conspiró con Julius y vendió a Filia a un país vecino para obtener un alto título y una gran suma de dinero. Después de que sus crímenes salieran a la luz, Georg y su esposa fueron despojados de sus títulos de nobles, sus bienes confiscados y encarcelados.
Cornelia Adenauer (コルネリア・アデナウアー Koruneria Adenauā?)
 Seiyū: Sayaka Ohara
La madre de Filia y Mia. Ella reprochaba a Filia por su falta de encanto a comparación de Mia. Al igual que Georg, tiene un fuerte deseo de poder y ayudó a Julius a conspirar para que este pudiera comprometerse con Mia. Más tarde ella y su esposo son encarcelados por sus crímenes.
Pierre (ピエール Piēru?)
 Seiyū: Yuya Murakami
Un caballero del Reino de Jiltonia que se desempeña como guardián de Mia. Apoya al Primer Príncipe Fernando y está preocupado por él, quien suele quedarse en su habitación.
Elizabeth Elkrantz
Fue la anterior santa del Reino de Parnacorta y prometida de Reinhart. Su cuerpo era frágil desde su nacimiento, aun así cumplió sus deberes como santa hasta su fallecimiento.
Elsa Nautilus (エルザ・ノーティス Eruza Nōtisu?)
 Seiyū: Ikue Ōtani
Mamon (マモン?)
 Seiyū: Kenn
Emily Martilas (エミリー・マーティラス Emirī Mātirasu?)
 Seiyū: Natsumi Murakami
Amanda Martilas (アマンダ・マーティラス Amanda Mātirasu?)
 Seiyū: Aina Suzuki
Jane Martilas (ジェーン・マーティラス Jēn Mātirasu?)
 Seiyū: Nanaka Suwa
Asmodeus (アスモデウス Asumodeusu?)
 Seiyū: Hiroki Tōchi
Fiana Isphil (フィアナ・イースフィル Fiana Īsufiru?)
 Seiyū: Maaya Sakamoto

## Contenido de la obra

### Novelas ligeras
La novela ligera fue escrito por Kōki Fuyutsuki, Kanpeki Sugite Kawaigeganai to Konyaku Haki Sareta Seijo wa Ringoku ni Urareru se serializó en el sitio web de publicación de novelas generadas por usuarios Shōsetsuka ni Narō del 18 de julio de 2020 al 19 de enero de 2022. Más tarde fue adquirido por Overlap, que comenzó a publicarlo con ilustraciones de Masami bajo su sello de novelas ligeras Overlap Novels f el 25 de abril de 2021. Se han publicado seis volúmenes a junio de 2024.
| Volúmenes de novelas ligeras publicadas | Volúmenes de novelas ligeras publicadas | Volúmenes de novelas ligeras publicadas |
| Número                                  | Fecha de lanzamiento                    | ISBN                                    |
| --------------------------------------- | --------------------------------------- | --------------------------------------- |
| 1                                       | 25 de abril de 2021                     | ISBN 978-4-86554-893-8                  |
| 2                                       | 25 de agosto de 2021                    | ISBN 978-4-04-915566-2                  |
| 3                                       | 25 de enero de 2022                     | ISBN 978-4-8240-0091-0                  |
| 4                                       | 25 de marzo de 2023                     | ISBN 978-4-8240-0448-2                  |
| 5                                       | 25 de noviembre de 2023                 | ISBN 978-4-8240-0637-0                  |
| 6                                       | 25 de junio de 2024                     | ISBN 978-4-8240-0862-6                  |

### Manga
Una adaptación al manga ilustrada por Mago Ayakita comenzó a serializarse en el servicio de manga Comic Gardo de Overlap el 5 de noviembre de 2021. Los capítulos del manga se han recopilado en cinco volúmenes tankōbon a partir de junio de 2024. La adaptación al manga también está autorizada en América del Norte por Seven Seas Entertainment.
| Volúmenes de manga publicados | Volúmenes de manga publicados | Volúmenes de manga publicados |
| Número                        | Fecha de lanzamiento          | ISBN                          |
| ----------------------------- | ----------------------------- | ----------------------------- |
| 1                             | 25 de febrero de 2022         | ISBN 978-4-8240-0122-1        |
| 2                             | 25 de septiembre de 2022      | ISBN 978-4-8240-0303-4        |
| 3                             | 25 de marzo de 2023           | ISBN 978-4-8240-0456-7        |
| 4                             | 25 de noviembre de 2023       | ISBN 978-4-8240-0646-2        |
| 5                             | 25 de junio de 2024           | ISBN 978-4-8240-0875-6        |

### Anime
Se anunció una adaptación televisiva en serie de anime durante la transmisión en vivo del "5th Overlap Bunko All-Star Roundup Special" el 20 de octubre de 2024. Será producida por Troyca y dirigida por Shuu Watanabe, con guiones escritos por Keiichirō Ōchi, personajes diseñados por Shūhei Yamamoto y música compuesta por Takaaki Nakahashi. La serie se estrenó el 10 de abril de 2025 en TV Tokyo y otros canales. El tema de apertura es "Ai toka", interpretado por Riria, mientras que el tema final es "Sister" interpretado por Won. Crunchyroll obtuvo la licencia de la serie fuera de Asia. Plus Media Networks Asia obtuvo la licencia de la serie en el Sudeste Asiático.